# Sillsalteri

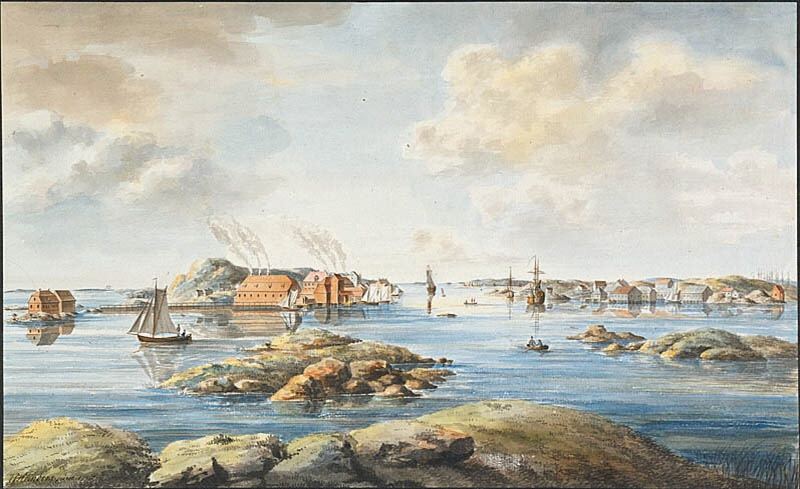
Trankokeri och sillsalteri i Bohuslän 1795. Målning av Justus Fredrik Weinberg.

Sillsalteri är en plats där man saltade in sill i större kommersiell skala.

## Historia
För att anlägga ett sillsalteri krävdes en förhållandevis liten investering, ett magasin, salt, tunnbindare och massor av arbetskraft var det som behövdes förutom sillen. Trots detta var det inte ekonomiskt överkomligt för lokalbefolkningen utan det var handelsmän och handelsfirmor i städerna som uppförde sillsalterierna. Av en förteckning över sillsalterier från 1787 framgår att totala antalet sådana var 332, av dessa var 283 belägna mellan Göteborg och Uddevalla. Endast 28 låg norr om Uddevalla.
Sillsalterierna växte upp där stora mängder sill landades.  Från 1840-talet blev inlagd sill en handelsvara som på lång sikt kom att tränga ut saltsillen. En tunna med saltsill var näst intill obligatorisk i de gamla handelsbodarna, men kunde återfinnas i snabbköpen ända in på 1960- till 70-talen. Råvaran till våra sillkonserver är fortfarande saltsill. Numera fångas merparten av den och saltas in på plasttunnor i områden runt Island och Nordnorge.
Metoden att salta in sina livsmedel är en urgammal metod att konservera. Den var också livsnödvändig för att spara livsmedel över en längre period. Fisk lämpar sig mycket väl för insaltning. I fiskesamhällena längs med bohuskusten var det vanligast att salta in sill, skarpsill, makrill och långa. När tillgången på sill var stor var detta en av möjligheterna att skapa en inkomstbringande handelsvara. Andra tillgängliga metoder vid sillperioder var trankokning, djurfoder och guanoframställning. Det gällde då att bereda stora kvantiteter sill på kort tid.
Sillfångsterna gick först och främst till sillsalterierna, överskottet gick till trankokerierna. Ett dåligt fångstår fick därmed inte trankokerierna tillräckligt med råvara.